# Léon Delaere
Léon Théobald Delaere, né le 1er février 1898 à Gullegem (Belgique) et décédé le 14 juin 1983, est un prêtre religieux capucin belge, missionnaire au Congo. Il fut évêque de Molegbe de 1959 à 1967.

## Éléments de biographie
Entré dans l’ordre des frères mineurs capucins, Léon Delaere y est ordonné prêtre le 23 septembre 1923. Il exerce son ministère sacerdotal comme missionnaire au Congo belge.  
Le 13 novembre 1958, le pape Jean XXIII nomme le père Debaere vicaire apostolique d’Oubangui-Belge (avec siège titulaire de Fesseë (de)). Il reçoit la consécration épiscopale le 5 avril 1959 des mains de François Van den Berghe (de) avec comme co-consécrateurs Jean Ghislain Delcuve (de) et Camille Vandekerckhove. Quelques mois plus tard, le 10 novembre 1959, la hiérarchie catholique est officiellement établie au Congo, en vue de l’indépendance du pays qui aura lieu le 1er juillet 1960. Le vicariat apostolique d’Oubangui-Belge devient diocèse sous le nom de Molegbe. Léon Delaere en est le premier évêque.
Léon Delaere participe aux quatre sessions du Concile Vatican II (1962-1965).
Le 3 août 1967, Léon Delaere donne sa démission qui est acceptée par le pape Paul VI, qui le nomme évêque titulaire de Rusibisir (de). En 1976, il renonce à ce siège. Léon Delaere meurt le 14 juin 1983.